# Danielle Bridel

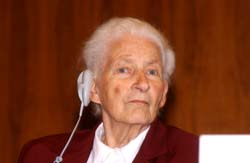
Danielle Bridel, 2003

Danielle Bridel (* 22. Dezember 1920 in Lausanne; heimatberechtigt Moudon und Genf; † 13. April 2004 in Villeneuve) war eine Schweizer Juristin.

## Leben und Wirken
Danielle Bridel war Tochter der Simone geborene Dubrit und des Redaktors der Gazette de Lausanne Gaston Bridel. Zu ihren Geschwistern gehörten der Geistliche und Hochschullehrer Claude Bridel. Sie besuchte das humanistische Kantonsgymnasium in Lausanne und absolvierte 1941 ein Lizenziatstudium der Rechtswissenschaften an der Universität Genf. Bridel blieb unverheiratet.
Bridel erhielt 1944 das Anwaltspatent. Sie war als Richterin am Arbeitsgericht von Genf sowie als Sekretärin des Präsidenten des Vereins der Schweizer Presse tätig. Im Bundesamt für Sozialversicherung (BSV) arbeitete sie ab 1946 als Juristin. Im Jahr 1976 übernahm Bridel als Chefin die Abteilung Krankenversicherung und war die erste Frau, die in der Bundesverwaltung eine derartige Position erreichte. Im Frauenhilfsdienst (FHD) war sie von 1940 bis 1970 Mitglied und zuletzt Dienstchefin.
Im Bund Schweizerischer Frauenorganisationen und im Schweizerischen Verband der Akademikerinnen war Bridel aktiv. Bei Zonta International (ZI) übernahm sie die Präsidentschaft der schweizerischen und europäischen Vereinigung. Als Vizepräsidentin der internationalen Vereinigung vertrat sie ZI ab 1983 bei den Vereinten Nationen (UNO). Die Gosteli-Stiftung führt ein Dossier über Bridel.

## Belege
1. 1 2 3  Lucienne Hubler: Danielle Bridel. In: Historisches Lexikon der Schweiz.  21. März 2024, abgerufen am 8. Februar 2025. (mit Video).
2. ↑  Bridel, Danielle, Signatur AGoF BN 948.

| Personendaten    | Personendaten          |
| ---------------- | ---------------------- |
| NAME             | Bridel, Danielle       |
| KURZBESCHREIBUNG | Schweizer Juristin     |
| GEBURTSDATUM     | 22. Dezember 1920      |
| GEBURTSORT       | Lausanne, Schweiz      |
| STERBEDATUM      | 13. April 2004         |
| STERBEORT        | Villeneuve VD, Schweiz |